# Piracema da madeira
A piracema da madeira é um período em que o corte, derrubada, extração, arraste e transporte da madeira nas florestas brasileiras são proibidos.
A determinação desse período partiu da Resolução 406/2009 do Conselho Nacional do Meio Ambiente, após avaliações da Empresa Brasileira de Pesquisa Agropecuária (Embrapa), que avaliou a sazonalidade das chuvas em séries históricas no Estado de Mato Grosso (embora a resolução valha para todo o território brasileiro). O intervalo da apelidada "piracema da madeira" é válido para todos os anos, indo de 1 de fevereiro a 1 de abril. O engenheiro responsável pela área pode ampliar o prazo de acordo com as necessidades e particularidades de cada projeto.
Na Autorização de Exploração Florestal (Autex), será impresso o período da validade contendo os 12 meses da efetiva exploração de acordo com o cronograma de restrição da exploração apresentado pelo responsável técnico e aprovado pela Superintendência de Gestão Florestal da Secretaria de Estado de Meio Ambiente (Sema), considerando o período de restrição das atividades.
No período da restrição, as toras só poderão ser arrastadas da esplanada principal. A comercialização e o transporte de toras da esplanada principal serão autorizadas somente após a efetiva implantação da estrutura viária prevista nos projetos de manejo, com a construção de estradas cascalhadas que permitam o pleno tráfego de caminhões dentro da propriedade no período restritivo. A Autex deverá conter a localização da esplanada principal.

## Etimologia
"Piracema" é originário do tupi antigo pirasema, que significa "saída de peixes" (pirá, peixe e sema, saída). Originalmente, o termo se referia ao período de reprodução dos peixes, quando os mesmos subiam os rios ou se deslocavam para seus trechos rasos e com ervas para desovar, período em que a pesca é facilitada. Modernamente, leis passaram a proibir a pesca dos peixes nesse período. A expressão "piracema da madeira" descreve a aplicação dessa proibição da atividade extrativa também para a atividade madeireira. Só que, no caso da atividade madeireira, o período de proibição não se baseia no período reprodutivo, mas no período chuvoso, quando os solos se tornam mais sensíveis à atividade de extração de madeira.